# Saint-Sigismond, Loiret
Saint-Sigismond là một xã của tỉnh Loiret, thuộc vùng Centre-Val de Loire, miền trung nước Pháp.